# Campionato Gaúcho 2013
Il Campeonato Gaúcho de Futebol de 2013, denominato anche Gauchão Chevrolet 2013 per ragioni di sponsorizzazione, è stata la 93ª edizione della massima serie calcistica dello stato brasiliano del Rio Grande do Sul. Organizzato dalla Federação Gaúcha de Futebol, si è disputato dal 19 gennaio al 5 maggio ed è stato vinto dall'Internacional.

## Formula
Al torneo prendono parte 16 squadre divise in due gruppi.
Il torneo consta di due fasi distinte. Nella prima, denominata Taça Piratini, ogni squadra affronta una volta ciascuna squadra dell'altro gruppo, e le prime quattro classificate dei due gruppi si affrontano in una serie di play-off che determina il vincitore di questa fase. Nella seconda fase, denominata Taça Farroupilha, ogni squadra affronta una volta ciascuna squadra del proprio gruppo. Anche in questo caso, le prime quattro classificate dei due gruppi danno luogo ad una serie di playoff per stabilire il vincitore di questa fase. Le squadre vincitrici delle due fasi si affrontano in una finale di andata e ritorno per determinare il vincitore del campionato. Se una squadra vince entrambe le fasi, sarà automaticamente designata campione.
Le ultime tre classificate nella classifica combinata delle due fasi (playoff esclusi) vengono retrocesse nella seconda divisione statale.

## Squadre partecipanti
| Club          | Città             | Stadio                                         |
| ------------- | ----------------- | ---------------------------------------------- |
| Canoas        | Canoas            | Complexo Esportivo da Ulbra                    |
| Caxias        | Caxias do Sul     | Estádio Francisco Stédile                      |
| Cerâmica      | Gravataí          | Estádio Antônio Vieira Ramos                   |
| Cruzeiro-RS   | Cachoeirinha      | Arena Cruzeiro                                 |
| Esportivo     | Bento Gonçalves   | Estádio Parque Esportivo Montanha dos Vinhedos |
| Grêmio        | Porto Alegre      | Arena do Grêmio                                |
| Internacional | Porto Alegre      | Estádio Francisco Stédile                      |
| Juventude     | Caxias do Sul     | Estádio Alfredo Jaconi                         |
| Lajeadense    | Lajeado           | Estádio Alviazul                               |
| Novo Hamburgo | Novo Hamburgo     | Estádio do Vale                                |
| Passo Fundo   | Passo Fundo       | Estádio Vermelhão da Serra                     |
| Pelotas       | Pelotas           | Estádio Boca do Lobo                           |
| Santa Cruz-RS | Santa Cruz do Sul | Estádio dos Plátanos                           |
| São José-RS   | Porto Alegre      | Estádio Passo d'Areia                          |
| São Luiz      | Ijuí              | Estádio 19 de Outubro                          |
| Veranópolis   | Veranópolis       | Estádio Antônio David Farina                   |

## Taça Piratini
Aggiornato al 10 marzo 2013

### Gruppo A
|  | Pos. | Squadra       | Pt | G | V | N | P | GF | GS | DR |
|  | ---- | ------------- | -- | - | - | - | - | -- | -- | -- |
|  | 1.   | Lajeadense    | 18 | 8 | 5 | 3 | 0 | 11 | 3  | +8 |
|  | 2.   | Caxias        | 13 | 8 | 3 | 4 | 1 | 9  | 7  | +2 |
|  | 3.   | Grêmio        | 12 | 8 | 4 | 0 | 4 | 16 | 11 | +5 |
|  | 4.   | Cerâmica      | 12 | 8 | 3 | 3 | 2 | 6  | 4  | +2 |
|  | 5.   | Cruzeiro-RS   | 10 | 8 | 2 | 4 | 2 | 5  | 6  | -1 |
|  | 6.   | Pelotas       | 9  | 8 | 3 | 0 | 5 | 5  | 10 | -5 |
|  | 7.   | Passo Fundo   | 8  | 8 | 2 | 2 | 4 | 7  | 9  | -2 |
|  | 8.   | Novo Hamburgo | 5  | 8 | 1 | 2 | 5 | 7  | 13 | -6 |

### Gruppo B
|  | Pos. | Squadra       | Pt | G | V | N | P | GF | GS | DR |
|  | ---- | ------------- | -- | - | - | - | - | -- | -- | -- |
|  | 1.   | São Luiz      | 17 | 8 | 5 | 2 | 1 | 10 | 3  | +7 |
|  | 2.   | Internacional | 15 | 8 | 4 | 3 | 1 | 11 | 5  | +6 |
|  | 3.   | São José-RS   | 14 | 8 | 4 | 2 | 2 | 7  | 6  | +1 |
|  | 4.   | Esportivo     | 13 | 8 | 4 | 1 | 3 | 9  | 8  | +1 |
|  | 5.   | Juventude     | 11 | 8 | 2 | 5 | 1 | 6  | 6  | 0  |
|  | 6.   | Santa Cruz-RS | 7  | 8 | 2 | 1 | 5 | 10 | 16 | -6 |
|  | 7.   | Canoas        | 6  | 8 | 1 | 3 | 4 | 4  | 11 | -7 |
|  | 8.   | Veranópolis   | 4  | 8 | 1 | 1 | 6 | 6  | 11 | -5 |

### Fase finale
|  | Quarti di finale | Quarti di finale | Quarti di finale |               |               | Semifinali    | Semifinali | Semifinali |  |  | Finale | Finale   | Finale |
|  |                  |                  |                  |               |               |               |            |            |  |  |        |          |        |
|  | B1               | São Luiz         | 1                |               |               |               |            |            |  |  |        |          |        |
|  | A4               | Cerâmica         | 0                |               |               |               |            |            |  |  |        |          |        |
|  | A4               | Cerâmica         | 0                |               | B1            | São Luiz      | 2          |            |  |  |        |          |        |
|  |                  |                  |                  |               | B1            | São Luiz      | 2          |            |  |  |        |          |        |
|  |                  | A2               | Caxias           | 1             |               |               |            |            |  |  |        |          |        |
|  | A2               | A2               | Caxias           | 1             | Caxias        | 3             |            |            |  |  |        |          |        |
|  | A2               |                  |                  |               | Caxias        | 3             |            |            |  |  |        |          |        |
|  | B3               | São José-RS      | 1                |               |               |               |            |            |  |  |        |          |        |
|  |                  |                  |                  |               |               |               |            |            |  |  | B1     | São Luiz | 0      |
|  |                  |                  | B2               | Internacional | 5             |               |            |            |  |  |        |          |        |
|  | A1               | Lajeadense       | 1                |               |               |               |            |            |  |  |        |          |        |
|  | B4               | Esportivo        | 1                |               |               |               |            |            |  |  |        |          |        |
|  | B4               | Esportivo        | 1                |               | B2            | Internacional | 2          |            |  |  |        |          |        |
|  |                  |                  |                  |               | B2            | Internacional | 2          |            |  |  |        |          |        |
|  |                  | B4               | Esportivo        | 0             |               |               |            |            |  |  |        |          |        |
|  | B2               | B4               | Esportivo        | 0             | Internacional | 2             |            |            |  |  |        |          |        |
|  | B2               |                  |                  |               | Internacional | 2             |            |            |  |  |        |          |        |
|  | A3               | Grêmio           | 1                |               |               |               |            |            |  |  |        |          |        |

## Taça Farroupilha
Aggiornato al 5 maggio 2013

### Gruppo A
|  | Pos. | Squadra       | Pt | G | V | N | P | GF | GS | DR |
|  | ---- | ------------- | -- | - | - | - | - | -- | -- | -- |
|  | 1.   | Grêmio        | 14 | 7 | 4 | 2 | 1 | 10 | 4  | +6 |
|  | 2.   | Passo Fundo   | 13 | 7 | 3 | 4 | 0 | 9  | 5  | +4 |
|  | 3.   | Novo Hamburgo | 12 | 7 | 3 | 3 | 1 | 7  | 4  | +3 |
|  | 4.   | Lajeadense    | 10 | 7 | 2 | 4 | 1 | 6  | 6  | 0  |
|  | 5.   | Pelotas       | 9  | 7 | 2 | 3 | 2 | 8  | 9  | -1 |
|  | 6.   | Cruzeiro-RS   | 7  | 7 | 2 | 1 | 4 | 6  | 7  | -1 |
|  | 7.   | Caxias        | 7  | 7 | 2 | 1 | 4 | 5  | 10 | -5 |
|  | 8.   | Cerâmica      | 3  | 7 | 1 | 0 | 6 | 4  | 10 | -6 |

### Gruppo B
|  | Pos. | Squadra       | Pt | G | V | N | P | GF | GS | DR  |
|  | ---- | ------------- | -- | - | - | - | - | -- | -- | --- |
|  | 1.   | Internacional | 16 | 7 | 5 | 1 | 1 | 14 | 4  | +10 |
|  | 2.   | Juventude     | 14 | 7 | 4 | 2 | 1 | 13 | 8  | +5  |
|  | 3.   | Veranópolis   | 14 | 7 | 4 | 2 | 1 | 7  | 4  | +3  |
|  | 4.   | São Luiz      | 10 | 7 | 3 | 1 | 3 | 12 | 9  | +3  |
|  | 5.   | Santa Cruz-RS | 9  | 7 | 3 | 0 | 4 | 10 | 11 | -1  |
|  | 6.   | Esportivo     | 7  | 7 | 2 | 1 | 4 | 8  | 9  | -1  |
|  | 7.   | Canoas        | 5  | 7 | 1 | 2 | 4 | 6  | 15 | -9  |
|  | 8.   | São José-RS   | 3  | 7 | 0 | 3 | 4 | 0  | 10 | -10 |

### Fase finale
|  | Quarti di finale | Quarti di finale | Quarti di finale |           |             | Semifinali    | Semifinali | Semifinali |  |  | Finale | Finale        | Finale |
|  |                  |                  |                  |           |             |               |            |            |  |  |        |               |        |
|  | B2               | Juventude        | 3                |           |             |               |            |            |  |  |        |               |        |
|  | A3               | Novo Hamburgo    | 2                |           |             |               |            |            |  |  |        |               |        |
|  | A3               | Novo Hamburgo    | 2                |           | B2          | Juventude     | 1(5)       |            |  |  |        |               |        |
|  |                  |                  |                  |           | B2          | Juventude     | 1(5)       |            |  |  |        |               |        |
|  |                  | A1               | Grêmio           | 1(4)      |             |               |            |            |  |  |        |               |        |
|  | A1               | A1               | Grêmio           | 1(4)      | Grêmio      | 0(5)          |            |            |  |  |        |               |        |
|  | A1               |                  |                  |           | Grêmio      | 0(5)          |            |            |  |  |        |               |        |
|  | B4               | São Luiz         | 0(3)             |           |             |               |            |            |  |  |        |               |        |
|  |                  |                  |                  |           |             |               |            |            |  |  | B1     | Internacional | 0(4)   |
|  |                  |                  | B2               | Juventude | 0(3)        |               |            |            |  |  |        |               |        |
|  | B1               | Internacional    | 2                |           |             |               |            |            |  |  |        |               |        |
|  | A4               | Lajeadense       | 1                |           |             |               |            |            |  |  |        |               |        |
|  | A4               | Lajeadense       | 1                |           | B1          | Internacional | 1          |            |  |  |        |               |        |
|  |                  |                  |                  |           | B1          | Internacional | 1          |            |  |  |        |               |        |
|  |                  | B3               | Veranópolis      | 0         |             |               |            |            |  |  |        |               |        |
|  | A2               | B3               | Veranópolis      | 0         | Passo Fundo | 0(2)          |            |            |  |  |        |               |        |
|  | A2               |                  |                  |           | Passo Fundo | 0(2)          |            |            |  |  |        |               |        |
|  | B3               | Veranópolis      | 0(4)             |           |             |               |            |            |  |  |        |               |        |

## Squadra vincitrice
| Vincitore del Campionato Gaúcho 2013 |
| ------------------------------------ |
| Internacional 42º titolo             |

## Classifica aggregata
Le ultime tre classificate retrocedono nella seconda divisione statale, mentre le prime tre si qualificano per la Coppa del Brasile 2014. Infine, la miglior piazzata tra le squadre che non fanno parte delle prime tre divisioni nazionali (Série A, B o C) ottiene l'accesso alla Série D 2013, la quarta ed ultima serie nazionale brasiliana.
Al campione ed al vice-campione vengono assegnate automaticamente le prime due posizioni in graduatoria.
|  | Pos. | Squadra       | Pt | G  | V | N | P | GF | GS | DR  |
|  | ---- | ------------- | -- | -- | - | - | - | -- | -- | --- |
|  | 1.   | Internacional | 31 | 15 | 9 | 4 | 2 | 25 | 9  | +16 |
|  | 2.   | Lajeadense    | 28 | 15 | 7 | 7 | 1 | 17 | 9  | +8  |
|  | 3.   | São Luiz      | 27 | 15 | 8 | 3 | 4 | 22 | 12 | +10 |
|  | 4.   | Grêmio        | 26 | 15 | 8 | 2 | 5 | 26 | 15 | +11 |
|  | 5.   | Juventude     | 25 | 15 | 6 | 7 | 2 | 19 | 14 | +5  |
|  | 6.   | Passo Fundo   | 21 | 15 | 5 | 6 | 4 | 16 | 14 | +2  |
|  | 7.   | Esportivo     | 20 | 15 | 6 | 2 | 7 | 17 | 17 | 0   |
|  | 8.   | Caxias        | 20 | 15 | 5 | 5 | 5 | 14 | 17 | -3  |
|  | 9.   | Veranópolis   | 18 | 15 | 5 | 3 | 7 | 13 | 15 | -2  |
|  | 10.  | Pelotas       | 18 | 15 | 5 | 3 | 7 | 13 | 19 | -6  |
|  | 11.  | Cruzeiro-RS   | 17 | 15 | 4 | 5 | 6 | 11 | 13 | -2  |
|  | 12.  | Novo Hamburgo | 17 | 15 | 4 | 5 | 6 | 14 | 17 | -3  |
|  | 13.  | São José-RS   | 17 | 15 | 4 | 5 | 6 | 7  | 16 | -9  |
|  | 14.  | Santa Cruz-RS | 16 | 15 | 5 | 1 | 9 | 20 | 27 | -7  |
|  | 15.  | Cerâmica      | 15 | 15 | 4 | 3 | 8 | 10 | 14 | -4  |
|  | 16.  | Canoas        | 11 | 15 | 2 | 5 | 8 | 10 | 26 | -16 |

Legenda:

      Ammesse alla Coppa del Brasile 2014
      Ammessa alla Coppa del Brasile 2014 e alla Série D 2013
      Retrocesse in Segunda Divisão 2014
Note:

Tre punti a vittoria, uno a pareggio, zero a sconfitta.

## Classifica marcatori
| Gol |  |  | Giocatore           | Squadra       |
| --- |  |  | ------------------- | ------------- |
| 9   |  |  | Diego Forlán        | Internacional |
| 8   |  |  | Leandro Damião      | Internacional |
| 7   |  |  | Douglas Washington  | São Luiz      |
| 6   |  |  | Marcos Paraná       | São Luiz      |
| 6   |  |  | Zulu                | Juventude     |
| 5   |  |  | Chiquinho           | Passo Fundo   |
| 5   |  |  | Andrés D'Alessandro | Internacional |
| 5   |  |  | Gilian              | Esportivo     |
| 5   |  |  | Juba                | São Luiz      |
| 5   |  |  | Lê                  | Veranópolis   |
| 5   |  |  | Paulo Josué         | Esportivo     |
| 5   |  |  | Zambi               | Caxias        |